# Leck mich im Arsch
Leck mich im Arsch (letteralmente Leccami il culo, K 231) è un canone umoristico di gusto scatologico composto da Wolfgang Amadeus Mozart. Il brano, in si bemolle maggiore, è scritto per sei voci. Il testo è probabilmente dello stesso Mozart e la composizione venne inserita dall'autore nel suo catalogo personale come parte di una raccolta di dieci canoni, ma è probabile che sia stato composto nel 1782 come brano da cantare insieme a suoi amici.

## Storia

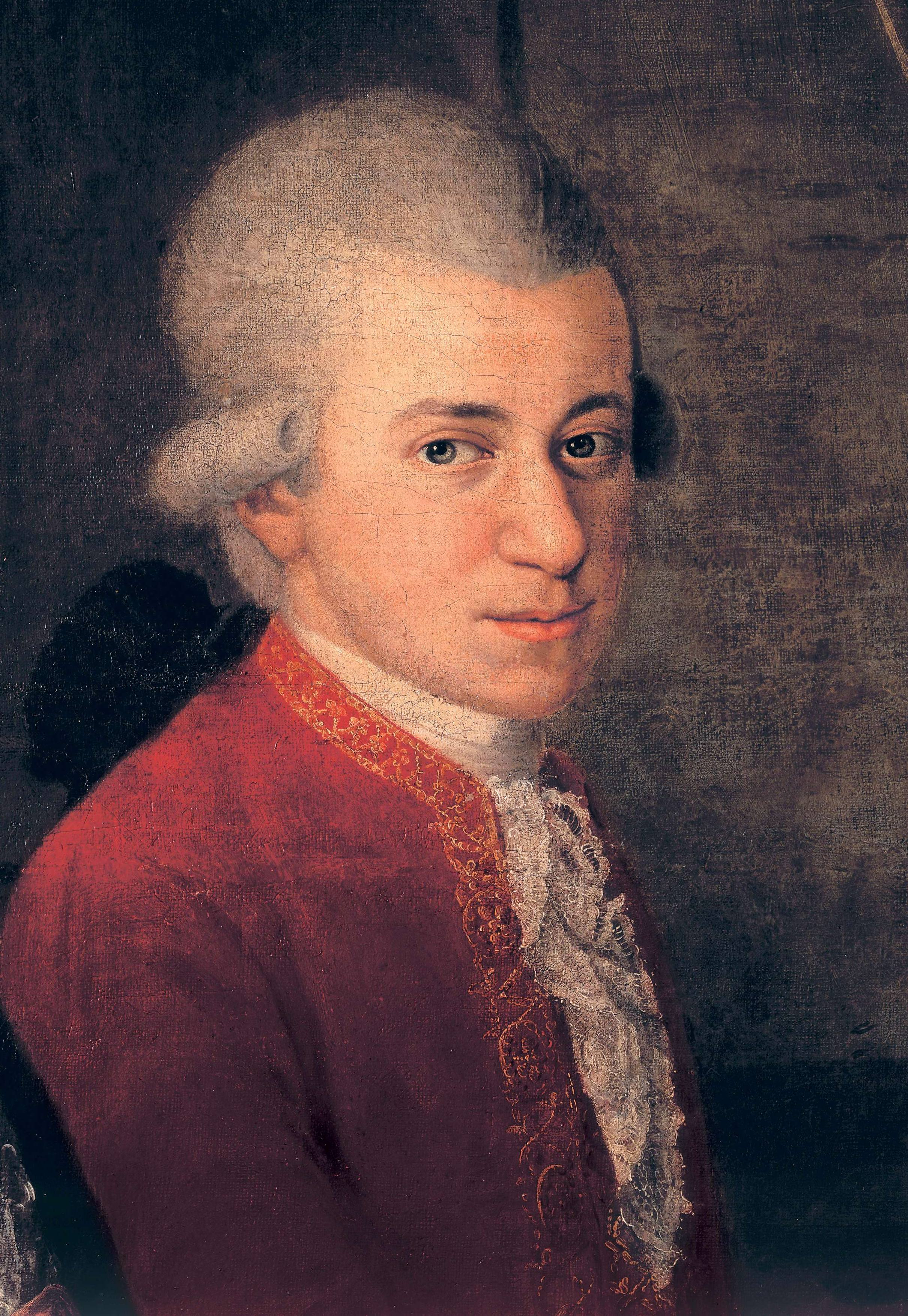
Mozart

La moglie di Mozart, Constanze Weber, inviò i manoscritti dei canoni alla casa editrice Breitkopf & Härtel nel 1799 per poterli pubblicare. L'editore cambiò il titolo e le parole del canone in una versione più accettabile, Laßt froh uns sein (Gioiamo), simile al tradizionale canto natalizio tedesco Lasst uns froh und munter sein. Del testo originale di Mozart soltanto le prime parole sono documentate nel catalogo delle composizioni pubblicate da Breitkopf & Härtel.
La versione originale, senza censura, fu scoperta nel 1991 nella biblioteca di musica dell'università di Harvard; la biblioteca infatti aveva acquistato un'edizione di diciassette volumi dell'opera di Mozart. Dentro tali volumi si trovavano nuovi canoni originali del compositore. Fu ipotizzato che fossero tutti originali, sia il testo K231 (ovvero Leck mich im Arsch stesso) sia un altro lavoro di Mozart intitolato Leck mir den Arsch fein recht schön sauber (K233). Ricerche successive hanno invece concluso che la composizione K233 fosse opera di Wenzel Trnka.

## Testo
Laßt uns froh sein!

Murren ist vergebens!

Knurren, brummen ist vergebens,

ist das wahre Kreuz des Lebens,

das Brummen ist vergebens,

Knurren, brummen ist vergebens,vergebens!

Drum laßt uns froh und fröhlich, froh sein!»
Gioiamo!

Brontolare è inutile!

Ringhiare, ronzare è inutile 

è la vera disgrazia della vita,

Ronzare è inutile,

Ringhiare, ronzare è inutile!

Perciò siamo felici e contenti, felici!»